# Pycreus niger
Pycreus niger là loài thực vật có hoa trong họ Cói. Loài này được (Ruiz & Pav.) Cufod. miêu tả khoa học đầu tiên năm 1970.